# Cytorea
Cytorea é um género de coleópteros da família Erotylidae.